# Carl Naibo
Carl Naibo, né le 17 août 1982 à Villeneuve-sur-Lot, est un coureur cycliste français totalisant 53 victoires chez les professionnels et amateurs.

## Biographie
Après de solides performances chez les espoirs, il passe professionnel en 2005 chez Bretagne Jean Floc'h où il remporte notamment le Tour de l'Ain puis chez AG2R Prévoyance entre 2006 et 2007 où il participe à deux reprises au Tour d'Italie. Non conservé par cette équipe, il rebondit dans l'équipe luxembourgeoise Differdange-Apiflo Vacances. Insatisfait par l'équipe, il décide de retourner chez les amateurs au sein de l'US Montauban Cyclisme 82 dès 2009. 
Vainqueur de huit épreuves élites en 2009 (seize au total en comptant les nocturnes et critériums, épreuves non officielles), il devient l'un des meilleurs coureurs amateurs français. En 2010, il remporte dix succès dont le Tour du Tarn-et-Garonne. 
À la fin de la saison 2011, il met un terme à sa carrière et est déclaré positif à l'EPO quelques semaines plus tard,. En juin 2012, il est condamné par les instances disciplinaires de la Fédération française de cyclisme à deux années de suspension après avoir fait appel d'une suspension initiale de 4 ans prononcée en décembre 2011.

## Palmarès
- 2001
  - Grand Prix d'Oradour-sur-Vayres
- 2002
  - Tour du Béarn :
    - Classement général
    - 1re étape

  - Grand Prix de la Trinité
  - 3e du Grand Prix d'Oradour-sur-Vayres
- 2003
  - Route d'Or du Poitou
  - Grand Prix de la Palombe à Abos Iraty
  - Prix de la Saint-Laurent Espoirs
  - 2e étape du Tour de la Creuse
  - Grand Prix de Puy-l'Évêque
  - 3e du Circuit boussaquin
  - 3e du championnat du Poitou-Charentes
- 2004
  - Grand Prix de Plouay amateurs
  - Polymultipliée lyonnaise
  - Critérium des Espoirs :
    - Classement général
    - 1re et 2e étapes

  - Tour du Labourd
  - Grand Prix d'ouverture Pierre Pinel
  - Grand Prix des Fêtes de Coux-et-Bigaroque
  - Trophée des Châteaux aux Milandes
  - Grand Prix de la Palombe à Abos-Iraty
  - 2e étape de la Ronde du Gard
  - 1re étape du Tour du Canton de Saint-Ciers
  - 2e du Tour du Canton de Saint-Ciers
  - 2e du Circuit des Deux Provinces
  - 2e du Giro del Mendrisiotto
  - 2e du Grand Prix de Saint-Symphorien-sur-Coise
  - 2e des Boucles du Tarn
  - 3e du Grand Prix de Fougères
- 2005
  - Tour de l'Ain :
    - Classement général
    - 3e étape

  - 9e étape du Tour de l'Avenir
  - Manche-Atlantique
  - Tour du Périgord
  - 2e du Paris-Troyes
  - 2e de la Route bretonne
  - 2e du Grand Prix de Cours-la-Ville
  - 3e des Boucles de la Loire
- 2009
  - 1re étape du Trophée de l'Essor
  - 2e étape du Tour de Dordogne
  - Tour du Canton de Pierre Buffière
  - Grand Prix cycliste de Juillac
  - Bayonne-Pampelune
  - Grand Prix d'Oradour-sur-Vayres
  - Grand Prix de Puy-l'Évêque
  - Grand Prix de Conques-sur-Orbiel
  - Grand Prix de la Tomate
  - 2e de La Durtorccha
  - 2e du Grand Prix des Fêtes de Coux-et-Bigaroque
  - 2e du Trophée des Châteaux aux Milandes
  - 2e de la Route d'Or du Poitou
  - 3e du Trophée de l'Essor
  - 3e du Grand Prix de Monpazier
- 2010
  - La Durtorccha
  - Tour du Tarn-et-Garonne
  - 2e étape du Tour du Pays Roannais
  - Ronde de Queyran
  - Trophée Clermontois
  - Trophée National de Pujols
  - Grand Prix d'Oradour-sur-Vayres
  - Boucles du Causse corrézien
  - Tour du Canton du Pays Dunois
  - Grand Prix de Biran
  - Grand Prix de Puy-l'Évêque
  - 2e du Grand Prix des Fêtes de Coux-et-Bigaroque
  - 2e du Tour du Lot-et-Garonne
  - 2e des Boucles du Tarn
  - 2e du Trophée des Châteaux aux Milandes
  - 3e de la Route d'Or du Poitou
- 2011
  - Grand Prix de Puy-l'Évêque
  - Primevère montoise
  - Tour du Canton du Pays Dunois
  - Grand Prix de La Courtine
  - Trophée des Bastides
  - 2e de La Durtorccha
  - 2e du Grand Prix d'Availles-Limouzine
  - 3e du Grand Prix des Fêtes de Cénac-et-Saint-Julien
  - 3e du Circuit boussaquin

### Tour d'Italie
2 participations
- 2006 : 150e
- 2007 : 53e

## Classements mondiaux
| Année           | 2005 | 2006 | 2007 | 2008 |
| --------------- | ---- | ---- | ---- | ---- |
| UCI Europe Tour | 62e  |      |      | 556e |